# Британская православная церковь
Британская православная церковь (англ. British Orthodox Church, в прошлом Православная церковь на Британских островах, англ. Orthodox Church of the British Isles) — небольшая независимая древневосточная церковь. Она не состоит в общении ни с одной из других древневосточных церквей с момента решения 2015 года о возвращении к независимому статусу.
Действует на территории Британских островов, и, хотя корни этой деноминации в части веры и практики восходят к Коптской церкви, она остаётся британской по своему характеру. Эта юрисдикция имеет высокую миссионерскую активность, стремясь распространить ориентальное христианство на всей территории Соединённого Королевства и Ирландии.
Основана в 1866 году, когда француз Жюль Ферретт, был посвящён в епископы Сиро-Яковитской церкви с целью утверждения восточного христианства на Западе.
В 1994 году данная юрисдикция в составе 14 приходов перешла под юрисдикцию Коптской церкви.
Возглавляет церковь митрополит Гластонберийский Серафим (Ньюман-Нортон). Британская православная церковь состоит преимущественно из англичан (коптов на территории Великобритании окормляет иная епархия). Используют западные обряды (смесь англиканства, католичества и восстановленной кельтской литургии).